# Chuck Klein
Charles Herbert Klein (ur. 7 października 1904, zm. 28 marca 1958) – amerykański baseballista, który występował na pozycji prawozapolowego przez 17 sezonów w Major League Baseball.
Klein po 1,5 roku występów w niższych ligach w lipcu 1928 podpisał kontrakt z Philadelphia Phillies. W sezonie 1929 zdobył najwięcej w National League home runów (43), zaś rok później zaliczył między innymi najwięcej double'ów (59). W 1932 zwyciężając w klasyfikacji pod względem liczby zaliczonych uderzeń (226) i skradzionych baz (20) oraz ze średnią uderzeń 0,348 (3. wynik w lidze) i z najlepszym wskaźnikiem slugging percentage (0,646) został wybrany najbardziej wartościowym zawodnikiem.
W 1933 wystąpił w zorganizowanym po raz pierwszy Meczu Gwiazd, a w głosowaniu do nagrody MVP National League zajął 2. miejsce za Carlem Hubbellem z New York Giants. W tym samym sezonie zdobył Potrójną Koronę (0,368 BA, 28 HR, 120 RBI).
W maju 1933 w ramach wymiany zawodników przeszedł do Chicago Cubs by po trzech latach powrócić do Phillies. 10 lipca 1936 w meczu przeciwko Pittsburgh Pirates rozgrywanym na Forbes Field, zdobył cztery home runy jako czwarty zawodnik w historii MLB. Grał jeszcze w Pittsburgh Pirates i ponownie w Philadelphia Phillies, w którym zakończył karierę. W późniejszym okresie był między innymi trenerem w Phillies. Zmarł 28 marca 1958 roku w wieku 53 lat w wyniku krwotoku śródmózgowego. W 1980 został wybrany do Galerii Sław Baseballu.
| Nagroda/wyróżnienie   | Lata       | Źródło |
| MVP National League   | 1932       | [ 4 ]  |
| 2× All-Star           | 1933, 1934 | [ 3 ]  |
| MLB Triple Crown      | 1936       | [ 7 ]  |
| Baseball Hall of Fame | od 1980    | [ 10 ] |